# Maria Kisito
Maria Kisito (vl. jménem Julienne Mukabutera) (* 1965) je katolická jeptiška, odsouzená v Belgii za účast na genocidě ve Rwandě. Dala benzín členům milice Interahamwe (z kmene Hutuů), aby mohli zapálit garáž, v níž se skrývali Tutsiové. Potom ještě nosila suché listy banánovníku, které ozbrojenci vhazovali otvorem ve zdi do garáže.